# Rangfølgen i Danmark
Rangfølgen i Danmark er den rækkefølge som personer placeres i ved hoffet, ved formelle lejligheder, ceremonier og lignende.
Det er rangen, der bestemmer hvor man eksempelvis kommer til at sidde ved et bord i forbindelse med offentlige handlinger. 
Personer der har rang, kan være adelige, de kan besidde et særligt embede, være biskop, eksempelvis være tildelt et ridderkors osv.

## Historie
Den danske rangfølge blev etableret i 1693. Rangfølgen deles i fem rangklasser, 1–5. Kongehuset er ikke del af rangfølgen, men har  "sæde og gang" efter deres indplacering i tronfølgen. På trods af at de fleste af titlerne - undtagen de adelige - i dag kan indehaves af begge køn, er der stadig en separat liste med "damernes rang" - hvor hofdamer, kvindelige adelige,  og embedsfolks "fruer" placeres i rangfølgen - sidstnævnte "efter deres mands rang og anciennitet". De er indsat i listen herunder.
I tidsrummet 1693–1730 gav besiddelsen af en titel i de tre øverste rangklasser arveligt adelskab (rangadel), men denne praksis blev ophævet af Christian VI.  En placering "i rangen" gav dog fortsat personligt adelskab (embedsadel).  Dette blev senest fastsat ved kongeligt reskript 1808: 'Alle de, der har eller har haft noget af de i de tre første klasser specificerede kongelige embeder, skal for sig, deres hustruer og ægte børn i første led, være og holdes lige med adelen.

## Gældende rangfølge
Rangklasse 1 er den højeste, og nr. 5 er den laveste. Rangklasse 1 og 2 er her udtømmende oplistet efter den seneste officielt publicerede rangfølge, mens 3.-5. er opsummeret:

### 1. Rangklasse
1. Greverne af Rosenborg, der har fået tillagt denne titel direkte. Grevinden af Frederiksborg
3. Dronningens overhofmesterinder (ingen siden 1952)
4. Statsministeren og de øvrige ministre, så længe de forbliver i denne stilling (jævnfør kongelig resolution 12. oktober 1855).
Prinsessernes hofdamer og Dronningernes kammerfrøkener
5. Præsidenten for Højesteret.
6. Riddere af Elefantordenen.
7. Storkommandører af Dannebrogordenen. Dronningens overkammerherre. 
9. Generaler. Admiraler.
10. Ordenskansleren. Overhofmarskallen. Generalløjtnanter. Viceadmiraler. 
11. Overkammerjunker. 
12. Overskænken. Overstaldmesteren. Overjægermesteren. Overceremonimesteren. 
13. Greverne Danneskiold-Samsøe og deres mandlige descendenter. Dekanessen for det adelige stift Vallø.
Samtlige af de personer, der hører til denne klasse, har prædikat af excellence.

### 2. Rangklasse
1. Storkors af Dannebrogordenen.
Grever, som er tidligere besiddere af lensgrevskaber, og grever, som erholder andel i en ved et grevskabs overgang til fri ejendom oprettet successorfond, hvilke alle rangerer efter grevskabernes erektion. Greverne af Rosenborgs (Aage, Erik, Viggo, Flemming, Oluf, Ingolf og Christian) mandlige descendenter. 
De kvindelige descendenter af greverne Danneskiold, såvel de ugifte som de gifte, har rang i 2. klasse nr. 2.
Komtesserne af Rosenborg
Dronningens hofmarskal og Dronningens kabinetssekretær. 
Overordentlige og befuldmægtigede ambassadører i lønramme 40.
3. Dronningens hofchef.
4. Kongehusets hofmarskaller og hofchefer,  efter deres herskabers orden. Lensgrevernes ældste sønner, når de er kammerherrer.
Prinsessernes kammerfrøkener og Dronningernes hofdamer (siden 1930)
Hofstiftsdamerne i Vallø stift, såvel de virkelige som de ekstrordinære
5. Kammerherrer. Chefen for Dronningens adjudantstab og Dronningens jagtkaptajn, så længe de forbliver i stillingen.
Dommere i Højesteret. Præsidenterne for Landsretterne, Sø- og Handelsretten i København samt Københavns Byret.
Departementschefer. Direktøren for udenrigsministeriet. Generaldirektørerne for statsbanerne og post og telegrafvæsenet. Tolddirektøren. Direktørerne for fængselsvæsenet og statshospitalerne.
Rigsombudsmanden på Færøerne.
Overordentlige og befuldmægtigede ambassadører i lønramme 38, samt overordentlige gesandter og befuldmægtigede ministre i lønramme 38.
Generalmajorer. Kontreadmiraler. Generallægen. Generalauditøren. Rigsadvokaten. Rigspolitichefen.
Civilforsvarsdirektøren. Overpræsidenten i København. Stiftamtmænd og amtmænd. Medicinaldirektøren. Overborgmesteren i København.
Direktøren for Danmarks Nationalbank. Rigsstatistikeren.
Folkekirkens biskopper.
Rektor for Københavns Universitet. Landshøvdingen over Grønland.
Vemmetofte klosters priorinde.
Stiftsdamer ved Vallø Stift, samt de ugifte døtre af embedsmænd i de 2 første klasser, hvilke oppebørsel af stiftet er tillagt efter fundatsens § 17.
6. Dronningens staldmestre.
7. Hofjægermestre. Ceremonimesteren.
11. Konfessionarius.
12. Præsidenten for Århus by- og herredsret.
Afdelingschefer i ministerierne, herunder generaldirektoraterne for statsbanerne, samt post- og telegrafvæsenet. Den kommitterede i statsministeriet. Finanshovedbogholderen. Den administrerende direktør for Kongeriget Danmarks Hypotekbank, som tillige er direktør for finansministeriets statsaktivforvaltning. Den kommitterede i skattedepartementet. Revisionschefen under revisionsdepartementerne. Vicedirektøren for toldvæsenet. Chefen for sekretariatet for civilt beredskab i indenrigsministeriet. Den kommitterede i indenrigsministeriet. Direktøren for sekretariatet for personregistrering. Den kommitterede i rationaliseringsspørgsmål i økonomi- og budgetministeriet. Vejdirektøren. Landbrugsministeriets kommitterede i eksportsager. Undervisningsdirektører i undervisningsministeriet.
Andre tjenestemænd i udenrigstjenesten i lønramme 38. Overordentlige og befuldmægtigede ambassadører i lønramme 36 og overordentlige gesandter og befuldmægtigede ministre i lønramme 36 samt udsendte konsuler med titel af generalkonsul i lønramme 36, alle så længe de forretter tjeneste som sådanne, eller efter at de er afskediget i nåde. Udenrigsministeriets rådgiver i folkeret.
Kommandanten i København. Direktøren for forsvarets bygningstjeneste. Direktøren for orlogsværftet.
Formanden for Landsskatteretten. Ligningsdirektøren.
Afdelingschefer i Danmarks Statistik.
Politidirektøren i København.
Kommissarier ved statens ekspropriationer. Vandbygningsdirektøren.
Direktøren for matrikelvæsenet. Direktøren for statsskovbruget. Rektor ved Den kgl. Veterinær- og Landbohøjskole.
Vicebiskoppen for Færøerne.
Rektor for Danmarks tekniske højskole. Rektor for Aarhus Universitet. Rektor for Odense Universitet. Rektor for Roskilde universitetscenter. Administrationschefen for byggeadministrationen for de højere læreanstalter.

### 3. Rangklasse
Grever som ikke har rang i klasse 2., baroner som er tidligere besiddere af lensbaronier, oberster, lansdommere, politimestre, administrerende direktør i Statsanstalten for Livsforsikring, direktørerne ved Rigshospitalet. 
Støvringgaards og Roskilde klostres priorinder.
Professorer ved Københavns Universitet.
Listen er ikke udtømmende gengivet. Lavest i klassen er landslægen i Grønland.

### 4. Rangklasse
Tjenestemænd i 25.-26. lønningsklasse, samt enkelte i lønningsklasse 24.  Politiinspektører, forstandere ved statens skoler for døve og svært tunghøre. Baroner som ikke har højere rang
Listen er ikke udtømmende gengivet. Lavest i klassen er jægermestre.

### 5. Rangklasse
Tjenestemænd i  lønningsklasse 18.-23. samt enkelte i lønningsklasse 24. 

### Kommentarer
Tjenestemænd over lønningsklasse 26 er generelt anført i listen ved titel og evt lønramme.

## Rangforordningen 1671
Den første rangforordning i Danmark udstedte Christian 5 den 25. maj 1671:
1. Kongernes naturlige Sønner, som derfor af Kongerne erkiendte ere, saasom Hr. Ulrich Friderich Gyldenløve er.
2. Vores Geheime-Raad og Feldtherre Græve Hr. Hans Schak.
3. Vores Geheime-Raad og Kanzeler Hr. Peter Reetz.
4. Vores Geheime-Raad og Rigs-Admiral Hr. H. Bielke.
5. Vores Geheime-Raad og Ober-Feldt-Marskalk, naar Vi til nogen den Charge giver, som da allene udi Feldtherrens Sted Militien commenderer.
6. Vores Geheime-Raad og Skatmester, naar Vi til nogen den Charge giver.
7. Vores Geheime-Raad og Stadtholder udi Norge Hr. Ulrich Friderich Gyldenløve til Laurvigen.
8. De af Vores Grever, som Geheime-Raads, Vice-Kanzelers, Vice-Skatmesters, Stadtholders, eller Vice-Stadtholders, Feldt-Marschalks eller General-Admirals Charger betiener, og falder derfor: 1. Vores Geheime-Raads og Stadtholdere i Fyrstendømmerne Græv Friderich von Ahlefeldt. 2. Vice-Kanzeler Græv Christopher Pasberg. 3. Vores Stadtholder udi Grævskaberne Græv Anthon. 4. Vores Vice-Stadtholder udi Fyrstendommene Græv Ditlef Rantzau, deres Rang.
9. Vores andre Geheime-Raader, som ere: Kanzeler i Norge Ove Bielke. Rigs-Marskalk von Corbitz. Hr. Henrich Rantzau. General-Leutenant Jørgen Bielke. General-Krigs-Commissair Otto Povisk. Vice-Stadtholder i Norge Ove Juel. Vice-Skatmester Holger Wind. Erich Krag. Corfitz Trolle. Envold Pasberg. Vice-Kanzeler i Norge Johan Friderich Marskalk. Christen Scheel. Vores Geheime-Raad, Ober- og Geheime-Etats- og Kammer-Secretair Peter Schumacher.
10. Stadtholderne udi Fyrstendommene og Grævskaberne, Feldtmarskalker, General-Admiraler skal have en Rang med de Geheime-Raader, saaledes at hvilken af dennem først er kommen udi Charge, skal og have Presidencen iblant dem, hvilket fra denne nu giorde Anordnings Dato er at regne, og falder her derfor Feldtmarskal Claus von Ahlefeldt, og General-Admiral Hr. Cort Adelers Rang, og dernæst Vores Ober-Secretair Peter Schumacher, (som Vi efter dem til Geheime-Raad giort haver) deres Rang.
11. Vores General Feldt-Tøymester.
12. Feldtmarskal Lieutenant.
13. Vores Generaler til Hest eller Fods.
14. De Grever, som Vi selv udi Greve-Standen ophøyer, eller som Grever naturalisere, hvilke iblant sig selv skal tage Rang efter deres Aar og Alder, med mindre de derforuden nogen af forbemeldte høyere Charger nyder.
15. Frieherrerne, som Vi selv udi denne Stand ophøyer, eller som Frieherrer naturaliserer; og tager disse iligemaade iblant sig selv Rang efter deres Aar og Alder, med mindre de derforuden nogen af forbemeldte høye Charger nyder.
16. Riddere, og skal med Riddere deres Rad saaledes forholdes, at endog de haver deres Rang over de herefter specificerede og følgende Charger, saalænge de af Personer betienes, som ikke i Ridderstanden ere ophævede, saa gaae de dog imellem sig selv indbyrdes efter Chargen, saa at, for Ex. en General-Lieutenant, naar han bliver Ridder, gaaer for en Ober-Marskalk, som for hannem kunde være giort til Ridder, alligevel at Ober-Marskalken, saasom Ridder, tilforn havde sin Rang over General-Lieutenanten medens han ikke Ridder var; og tager Ridderne ellers deres Rang imellem sig, efter den Special-Liste og Fortegnelse, som derom i Vores Kancelie findes.
17. Vores General-Lieutenant til Hest eller til Foeds Hr. Jørgen Bielke.
18. Vores Ober-Marskal Frieherre Winterfeldt.
19. Vores Ober-Secretair Peter Schumacher og Diderich Schult.
20. Vores Over-Staldmester Frieherre Winterfeldt.
21. Vores Ober-Jægermester Vintzentz Joachim von Hahn.
22. Vores Ober-Skienk, Frieh. Winterfeldt.
23. Vores Etats-Raader.
24. Vores ¨Justits-Raader.
25. Vores Rentemester, General-Krigs-Commissarius i Danmark og Norge, General-Majorerne, og Vice-Præsidenterne udiCommerce-Collegio skulle have een Rang, og gaae indbyrdes eftersom de ere komne i Charge til.
26. Obersten over Liv-Guarden.
27. Vores Drabanter Hopmand.
28. Admiraler.
29. Vores General-Krigs-Commissair i Holsteen Hr. von der Wisch.
30. Vores Stiftbefalingsmænd og Land-Droster, og skal een Rang med dennem, eftersom de ere komne udi Charger til, nyde de, som af os udi fremmede Lande med Carakteer af Ambassadeurer eller Envoye-Extraordinaire brugt været haver ellers bruges, saasom: Erich Rosenkrantz, Cornelius Lerche, Paul von Klingenberg, Jørgen Reetz, Marcus Giøe, Friderich Gabel, Just Høeg etc. Og skal Jørgen Rosenkrantz, Christopher Sehested, og Hugo Lutzou for deres Personer have deres Rang for Cornelius Lerche.
31. Vores Marskal Spechan.
32. Kammerherre Hr. Rantzau, Bylou, Heide, Voldemar, Christopher Gabel pro Persona.
33. Vores Krigs-Raader
34. Vores Cancelie-Raader.
35. Vores Kammer-Raader.
36. Vores Admiralitets-Raad.
37. Vores Commerce-Raader.
38. Superintendenten over Siællands Stift.
39. Præsident over Vores Residentz-Stad Kiøbenhavn.
40. Vores Oberster til Hest og til Foeds, Vice-Admiraler gaar i een Rang efter som de ere komne i Charge til.
41. Oberstlieutenant over Vores Liv-Guarde.
42. Vores Amtmænd.
43. Vores og Vores Elskelige Kiere Gemahls Dronningens Kammer-Junkere, gaaer iblant sig som de ere komne udi Tienesten til.
44. Assessores udi Collegio-Status og den Hoyeste-Ret, og skal Superintendenterne over de andre Stifter udi Danmark og Norge have een Rang med dennem, alt eftersom de ere komne udi Chargen til.
45. Vores Confessionarius.
46. Landsdommerne imellem sig selv indbyrdes, eftersom de ere komne i Charge til.
47. Vores Ceremoniemester.
48. Vores Staldmester.
49. Vores Jægermester.
50. Vores Kiøkkenmester.
51. General-Qvarteermester.
52. General-Auditeurer og Oberstlieutenant gaar udi een Rang, ligesom de ere komne udi Charge til.
53. Assessores udi de andre Collegiis, saasom: 1. Krigs-Collegio. 2. Kancellie-Collegio. 3. Skatkammer-Collegio. 4. Admiralitets-Collegio. 5. Commerce-Collegio.
54. General-Adjudanter, Majorer og Hof-Junkere, ligesom de ere komne udi Charge til.
55. Secretairerne udi Vores Collegiis, saasom først Krigs-Collegio. 2. Kancelie-Collegio. 3. Kammer-Collegio. 4. Admiralitets-Collegio. 5. Commerce-Collegio.